# 中華基督教會聖光堂

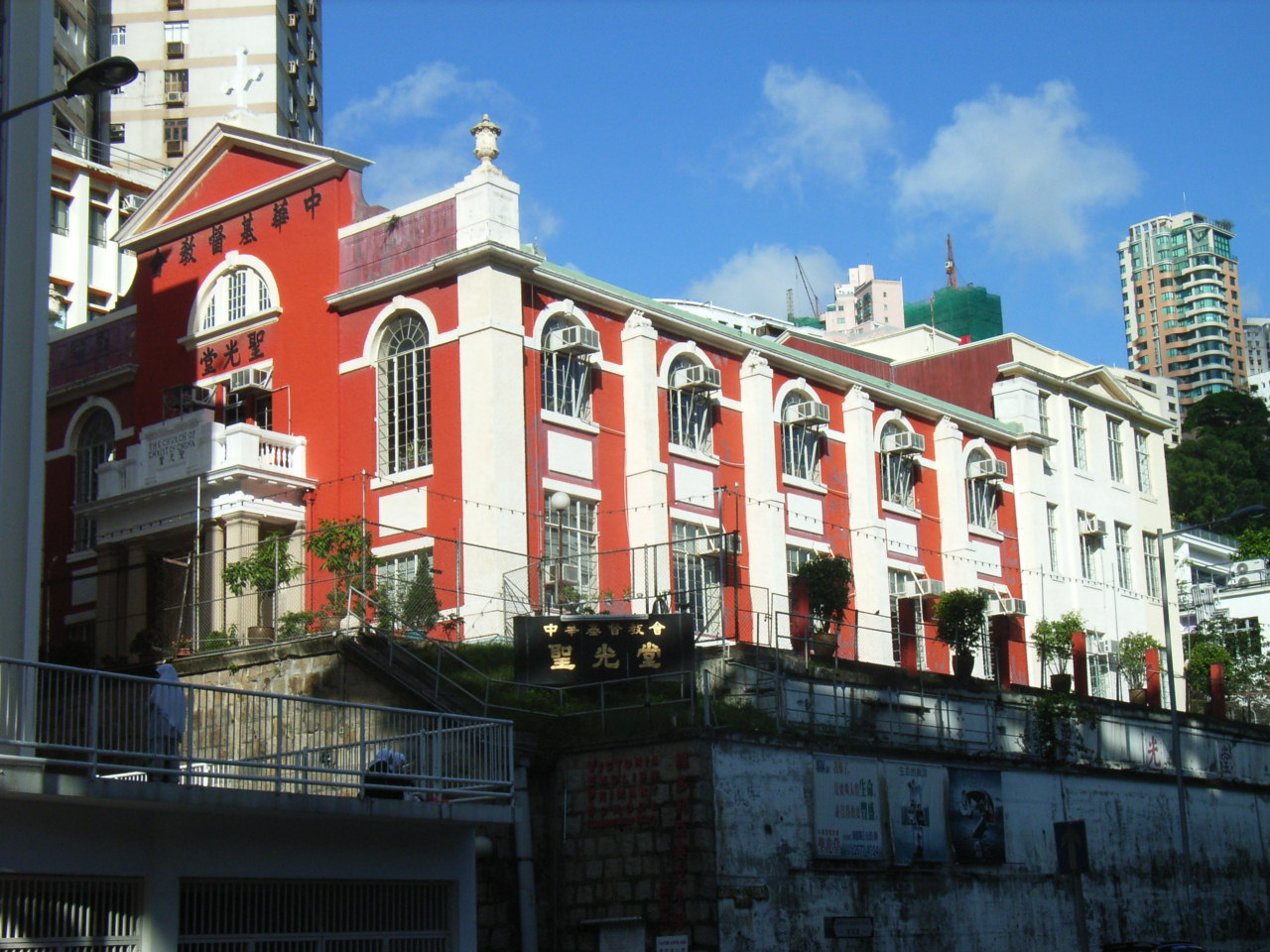
中華基督教會聖光堂

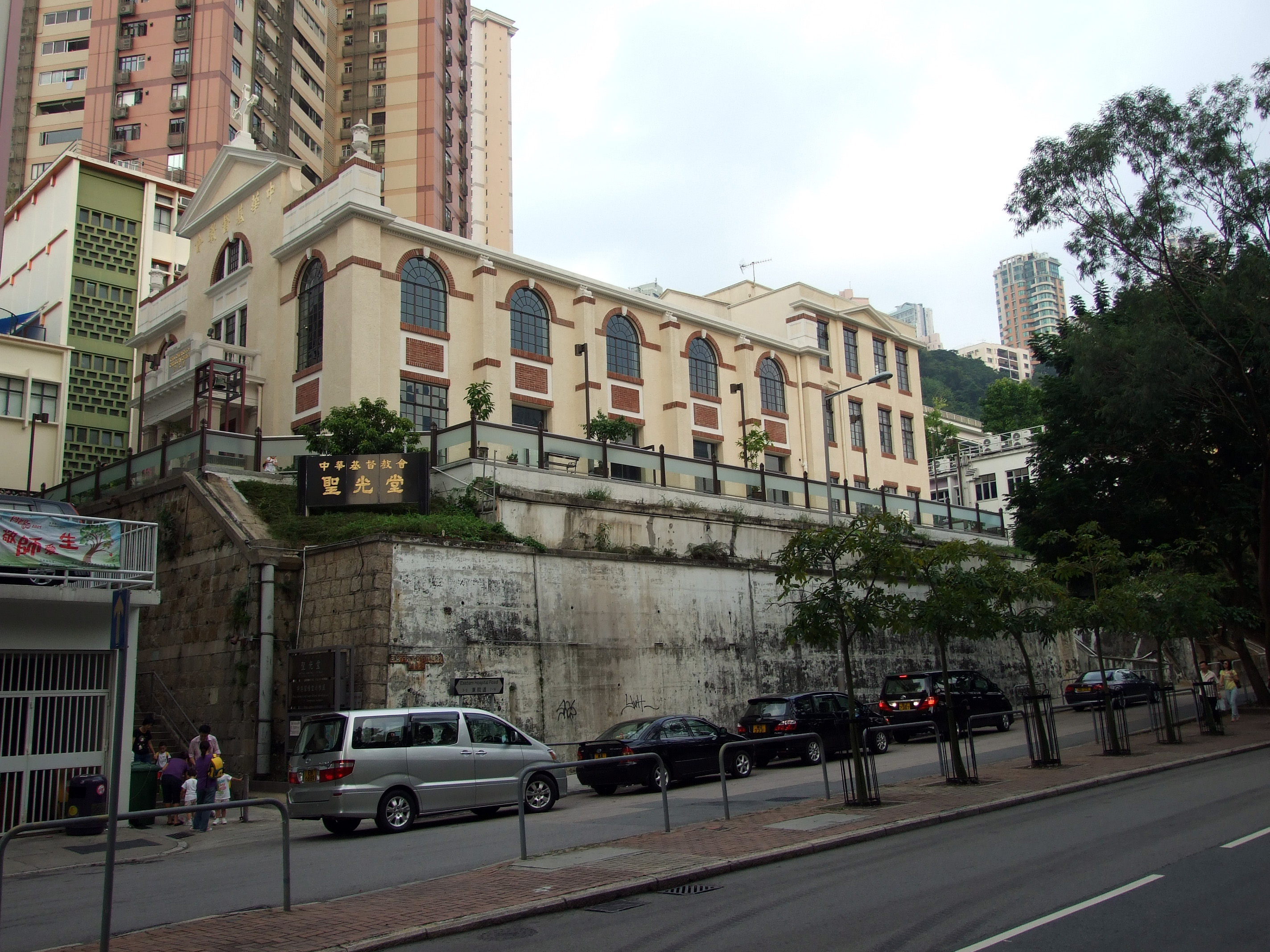
重修後的聖光堂

中華基督教會聖光堂（英語：Shing Kwong Church, The Church of Christ in China）為中華基督教會的會堂，位於香港島銅鑼灣東院道7號，現被列為香港三級歷史建築。2007年是聖光堂「建堂八十周年」。

## 歷史
聖光堂的歷史最早可以追溯至1870年左右。倫敦傳道會在當時人口最為稠密的太平山區建立了一所福音堂。堂址在今天西營盤的普義街，土地由高露雲夫人（Mrs. Caldwell）所捐贈。建立福音堂的目的是向附近的貧苦大眾傳福音，並提供免費教育和醫療服務。福音堂的福音工作由西教士和華人傳道主持，先後有湛約翰牧師（Rev. John Chalmers）、黄平甫、温清溪、馮拔臣等。免費女子學校則由雅治牧師（Rev. J. C. Edge）和盧姑娘（Miss Lowe）主持，學校教授女童中文讀寫和其他術科，學生不單需要學習聖經，背誦經句，更要經西教士考核及格，方可進階。福音堂內的西醫診所在1881年開辦；先由楊威廉醫生（Dr. William Young）和譚臣醫生（Dr. J. C. Thomson）為居民免費診療，後由華人傳道黎福池負責診症，醫院負責派藥。診所開辦不足半年，每天便有近百人就診。西教士見居民對西醫藥的需求如此殷切，便計劃興建醫院，服侍平民。建於1887年的雅麗氏何妙齡那打素醫院（Alice Memorial Hospital），可說是因太平山福音堂而萌芽及建成。
1894年香港爆發大瘟疫，每月有過百人死亡，政府束手無策，當中疫情以福音堂所在的太平山區最為嚴重。政府在當年六月，下令將所有倫敦傳道會的醫院及診所關閉，福音堂學校更須永久停辦。最後政府更頒布《封閉不衛生屋宇條例》，迫令太平山區的居民遷出後，將全區包括福音堂在內的350間民房全部拆毁夷平，以隔離病源。太平山區的福音工作因疫病和政府收地而結束。
1897年，倫敦傳道會牧師湛約翰及王煜初利用政府的收地賠償，在今天怡和街和渣甸街附近投得了一幅土地，並興建了一所有三個課室和福音堂的建築物，服務附近糖廠的工人。這所福音堂一直都是隸屬倫敦傳道會，到了1914年，福音堂的教友跟隨「灣仔福音堂」，向倫敦傳道會申請轉到華人自理的「道濟會堂」（即今合一堂），以求逐步自治，並改名為「道濟會堂燈籠洲支堂」。初期燈籠洲支堂與灣仔支堂同由一個堂議會管理；至1919年左右，試行自立，組織堂會和選舉值理，並接管倫敦傳道會的男女學校。多間學校在教堂內開辦，包括皮牧師（Rev. Pearce）辦的聖經速成學校、婦人書室、男子及女子學校。學生人數合計約有八、九十人。聖光堂多位長執都是當時主日學校的學生，包括：潘柏年執事、孫得恩執事、孫智徒執事等。灣仔堂的首位按立牧師何心如更是聖經速成學校的畢業生。
1922年左右，政府欲收購教堂以開闢道路。西教士皮牧師和威牧師（Rev. H. R. Wells）代表堂會向政府磋商賠償及換地等安排。經過數年磋商，政府終於以六萬圓購買舊教堂，並贈送位於掃桿埔山崗上一幅約2,6000平方呎的土地予燈籠洲堂重建教堂。建築工程由1926年三月開始，同年七月一日舉行奠基禮，1927年六月竣工，六月十一日開幕。遷堂後眾認為舊名不適合，堂會遂於1928年通過改名，稱為「中華基督教會聖光堂」。

## 外部連結
- 中華基督教會聖光堂 https://m.cccskc.org（页面存档备份，存于）